# Моймако
Мойма̀ко (на италиански: Moimacco; на фриулски: Muimans, Муйманс) е село и община в Северна Италия, провинция Удине, автономен регион Фриули-Венеция Джулия. Разположено е на 121 m надморска височина. Населението на общината е 1636 души (към 2010 г.).